# Jégkorszak (film)
A Jégkorszak (eredeti cím: Ice Age) 2002-ben bemutatott amerikai 3D-s számítógépes animációs kalandfilm-vígjáték, a Jégkorszak-filmek 1. része. A forgatókönyvet Michael Berg írta, az animációs filmet Chris Wedge rendezte, a zenéjét David Newman szerezte. A Blue Sky Studios készítette, a 20th Century Fox forgalmazta.
Az Amerikai Egyesült Államokban 2002. március 15-én, Magyarországon 2002. június 6-án mutatták be a mozikban. Azóta négy folytatása is készült hozzá: Jégkorszak 2. – Az olvadás (2006), Jégkorszak 3. – A dínók hajnala (2009), Jégkorszak 4. – Vándorló kontinens (2012) és Jégkorszak – A nagy bumm (2016).

## Cselekmény
Jön a jégkorszak, az ősállatok pedig nagy tömegben indulnak el dél felé. Egyedül egy mogorva gyapjas mamut, Manfréd (Ray Romano) száll szembe az áradattal, hogy távol lehessen a világ zajától. Nemsokára azonban kényszerű útitársra lel: Sidet, a nagyszájú, de ügyefogyott lajhárt (John Leguizamo) társai nem ébresztették fel (elmondásából kiderül, hogy ilyesmire már korábban is volt példa…), majd az eledelük bemocskolásával és részleges elfogyasztásával két felbőszített Brontotherium vette üldözőbe.
A „sportvadászokat” gyűlölő Manfréd megvédi Sidet, de együtt egy szakadékba csúsznak, és a biztonságát továbbra is féltő Sid jobbnak látja Manfréddel – illetve, ahogy elnevezi, Manival – tartania. Eközben az ősemberek által megritkított, öttagú kardfogútigris-klán bosszúra készül. Soto, a vezér (Goran Višnjić) Diegóra (Denis Leary) osztja azt a feladatot, hogy míg a csapat eltereli az emberek és kutyáik figyelmét, lopja el a kis táborhelyről az egyetlen csecsemőt. Ő ezt meg is tenné, azonban a baba anyja kétségbeesésében inkább a folyóba veti magát a pólyással együtt.
A vízesésen lezuhant, kimerült asszonynak csak arra marad ereje, hogy a gyereket partra tegye, majd eltűnik a habokban. A bámulatból felocsúdva az éppen arra járó Sid és Manfréd között konfliktus alakul ki. A mamut ugyanis szíve szerint sorsára hagyná az eljövendő vadászt, Sid viszont vissza akarja vinni őt a sziklafal tetején álló táborba. Ekkor bukkan fel Diego, akit a bosszúszomjas Soto küldött a gyerek után, kudarc esetén nem sok jóval kecsegtetve. A kardfogú felajánlja, hogy visszaviszi a gyerkőcöt, aminek meg is lenne az az alapja, hogy Sid képtelen felcipelni a falon, de Manfréd érthető okokból nem bízik benne. Amikor azonban hármasban feljutnak, csak a tábor hűlt helyét találják meg, ugyanis a tigrisek bandáját üldöző férfiak azt elhagyták.
Diego tudja az utat, de eleinte tőrbe akarja csalni Sidéket, hogy eljuttassák a csecsemőt a tigrisek búvóhelyére. A ragadozótól továbbra is tartó Manfréd végül beleegyezik, hogy családja után vigyék a kicsit. Útközben számos kalandot élnek át: élelmet szereznek a túlélésre gyúró kamikaze-dodóktól, korcsolyáznak, jégcsúszdáznak, Sid megtanul tüzet csiholni, Manfrédot hatalmukba kerítik a mamutvadászatot ábrázoló emberi barlangrajzok – talán az ő családjával is ez történhetett… Diego egyre inkább úgy érzi, barátokra talált. Amikor pedig Mani saját életét kockáztatva megmenti egy vulkánnál, végleg győz benne a jó, és felkészíti őket a tigrisek csapdájára. A harcban Soto ugyan elpusztul, de Diego is látszólag élettelenül terül a földre, míg a többi kardfogú szétszéled.
Sid és Manfréd időben érik el a szorost, még mielőtt azt elzárná a hó. A keresést épp feladó emberek ámulva nézik, amint a csecsemőt egy mamut és egy lajhár visszaszolgáltatja nekik… Sőt, a végén még a magához tért Diego is felbukkan. A három barát együtt indul el délre.

## Szereplők
A szereplők mindannyian prehisztorikus állatok, néhány korai ember kivételével (akiknek neandervölgyi-jellegű arcvonásaik vannak, ugyanakkor nem beszélnek, technológiájuk kezdetleges). Az állatok képesek beszélni, megértik egymást, hangjukat színészek adják. Megjegyzendő, hogy a film, akárcsak számos más, az őskori életet középpontba helyező produkció, csak enyhén tartja magát az egyes korszakok szabályaihoz, mivel számtalan faj, melyeket együtt lát a néző a vásznon, sosem éltek egyazon időben vagy térben.
| Szereplő             | Eredeti hang           | Magyar hang          |
| -------------------- | ---------------------- | -------------------- |
| Manfréd              | Ray Romano             | Szabó Sipos Barnabás |
| Sid                  | John Leguizamo         | Geszti Péter         |
| Diego                | Denis Leary            | Berzsenyi Zoltán     |
| Soto                 | Goran Višnjić          | Ujlaki Dénes         |
| Zeke                 | Jack Black             | Csuja Imre           |
| Oscar                | Diedrich Bader         | Kristóf Tibor        |
| Lenny                | Alan Tudyk             | Kerekes József       |
| Dab                  | Alan Tudyk             | Pálfai Péter         |
| Macrauchenia #2      | Alan Tudyk             | Barbinek Péter       |
| Motkány              | Chris Wedge            | (saját hangján)      |
| Dodó #4              | Chris Wedge            | Kapácsy Miklós       |
| Carl                 | Cedric the Entertainer | Vass Gábor           |
| Frank                | Stephen Root           | Koroknay Géza        |
| Moeritherium apuka   | Stephen Root           | Bácskai János        |
| Nőstény lajhár #1    | Lorri Bagley           | Ősi Ildikó           |
| Nőstény lajhár #2    | Jane Krakowski         | Némedi Mari          |
| Nőstény Glyptodon #1 | Denny Dillon           | Bakó Márta           |
| Nőstény Glyptodon #2 | Mitzi McCall           | Vajda Márta          |
| Földimalac           | Josh Hamilton          | Besenczi Árpád       |
| Dodó #3              | Josh Hamilton          | Katona Zoltán        |
| Bébi moeritherium    | Tara Strong            | Baradlay Viktor      |
| Roshan               | Tara Strong            | (saját hangján)      |
| Dodó #1              | Peter Ackerman         | Imre István          |
| Macrauchenia #1      | Peter Ackerman         | Hajdu István         |
| Dodó #2              | PJ Benjamin            | Márkus Tamás         |

## A motkány
A motkány (eredeti neve Scrat) egy fiktív ősállat („kardfogú mókus”), amely egy gülüszemű, szürke, bozontos mókusra hasonlít. Beszélni nem tud, csak különféle üvöltéseket és rikoltásokat hallat, de érti, amit mondanak neki. Egyetlen célja van: makkokat gyűjt és rejt el különböző helyeken. Tetteivel epizódszereplőként felbukkanva azonban végigkíséri a történetet, és adott esetben nagy befolyással lehet az események alakulására (elsősorban a folytatásban). Azóta a motkány külön kisfilmben kapott főszerepet (Gone Nutty), illetve számítógépes játékokban is ő a főszereplő.

## Tudományos pontatlanságok
- A dodók jóval a legutóbbi jégkorszak után haltak ki, mikor már az ember felfedezte őket. Emellett kizárólag Mauritiuson és a környező szigeteken fordultak elő, így semmi esetre sem találkozhattak a filmben szereplő többi fajjal.
- Sid túl kicsi és gyenge egy Megatheriumnak, tehát egy alfajba tartozik, ami nem nagyobb egy disznónál. A Jégkorszak alkotói az egyszerű, fán élő lajhár és a Megatherium jellemzőit keverték össze Sid karakteréhez.
- A két rinocérosz valójában Brontotherium, amely nem már a jégkorszak előtt kipusztult, akárcsak sok más, a filmben megjelenő állat.
- Noha Diegóra mint tigrisre utalnak, valójában ő egy kardfogú macska.
- A Megalonyxok nem másztak fára.

## A filmben feltűnő élőlények
- Földimalac (a vándorlás-jelenetben)
- Brontotherium ("rinocéroszok")
- Szürke farkas (az emberek kutyái)
- Dodó (egy csapat három dinnyét próbál elraktározni a jégkorszak idejére)
- Glyptodon (armadillóhoz hasonló állatok a vándorlás-jelenetben)
- Ember (Roshan és törzse)
- Gyapjas mamut (Manny)
- Jefferson földi lajhárja (Sid)
- Moeritherium (tapírhoz hasonló állatok a vándorlás-jelenetben)
- Kardfogú mókus (fiktív élőlény) (Motkány)
- Kardfogú tigris (Diego)
- Toxodon (nagy, kék állat a vándorlás-jelenetben)
- Macrauchenia (sárga, hosszúnyakú élőlények a vándorlás-jelenetben)

### Elpusztult vagy megfagyott élőlények
- Tyrannosaurus (a jégbarlangban)
- Piranha (a jégbarlangban)
- Amőba (a jégbarlangban, Sid elődjeként)
- Megatherium (a jégbarlangban, Sid elődjeként)
- Eryops (a jégbarlangban, Sid elődjeként)
- Egy meghatározhatatlan, feltehetőleg fiktív lény Sid elődjei között (a jégbarlangban)
- UFO (a jégbarlangban)

## DVD-extrák
A Gone Nutty című rövidfilm a DVD-n található egyik bónuszanyag. Benne a motkány talál egy fatönkben nagyon sok makkot, és véletlenül kontinensvándorlást okoz. A végén egy makk hamuvá változott, de a makk-kalap megmaradt és a motkány kalapja lett.